# Ломенцо, Джеймс
Джеймс Джозеф Ломенцо (англ. James Joseph Lomenzo; 13 января 1959 года) — американский басист, игравший во многих известных метал- и хард-рок-группах.

## Первые группы
В конце 70-х годов Джеймс был басистом и вокалистом бруклинской рок-группы с элементами джаза «Empty Sky», в состав которой входили Роберт Литтера (соло-гитара), Джули Понтекорво (труба), Марко Лагана (тромбон), Фрэнк Бонанно (саксофон), Оскар Оливера (ударные), Винсент Чирико (ритм-гитара) и Джон Буккеллато (синтезатор). Несмотря на свою молодость, группа быстро стала знаменитой, но вскоре распалась, и все её участники занялись другими проектами.
После этого Ломенцо играл на басу в хард-роковой группе Clockwork с 1980 по 1983 годы. Затем он оказался в группе Бобби Рондинелли пока не перешёл в White Lion в 1984 году, где играл вплоть до 1991 года.
Позже участвовал в сайд-проекте Зака Вайлда Pride & Glory, в котором записал одноимённый альбом 1994 года. Несмотря на уход из группы в течение тура, он помог в записи сольного альбома Вайлда 1996 года Book of Shadows.
Джеймс участвовал в записи альбома Оззи Осборна 1994 года, но записи с его участием не были использованы, и на следующий год Озборн набрал других музыкантов для перезаписи.
В 1995 году Ломенцо вместе с ударником Pride & Glory Брайаном Тичи вступают в группу Slash's Snakepit в качестве сессионных музыкантов на время проведения концертного тура.
Также он был участником группы Дэвида Ли Рота в конце 1990-х — начале 2000-х годов и записал, состоя в ней, альбом Diamond Dave.
В 2004 году Зак Вайлд берёт его в свою группу Black Label Society, где Ломенцо пробыл вплоть до октября 2005 года, пока не был заменен их постоянным басистом Джоном де Сервио.
Джеймс также член группы «Hideous Sun Demons».
В 2010-м году заменял погибшего басиста Пола Грея в концертной группе Hail! (Тим Оуэнс, Пол Бостаф, Андреас Киссер, Джеймс Ломенцо). Тур проходил по всему миру.

### Megadeth (2006—2010, 2021— Настоящее время)
10 февраля 2006 года Джеймс Ломенцо официально стал басистом американской треш-метал-группы Megadeth. Группа с ним в составе выпустила два студийных альбома: United Abominations и Endgame. в январе 2010-года Ломенцо покидает коллектив а 8 февраля 2010 года в Megadeth на место Ломенцо возвращается бас-гитарист первого состава Дэвид Эллефсон. А 11 августа 2021 года Megadeth объявили, что Джеймс Ломенцо воссоединился с группой в качестве басиста для предстоящего тура в 2021 году. Эллефсон был уволен из группы за три месяца до этого, в мае 2021 года. 31 мая 2022 года Megadeth подтвердили на своем веб-сайте, что Ломенцо снова стал постоянным участником группы.

## Дискография

### Рондинелли
- Wardance (записан в 1985, выпущен в 1996)

### White Lion
- Pride (1987)
- Big Game (1989)
- Mane Attraction (1991)
- The Best Of (1992)

### Pride & Glory
- Pride & Glory (1994)

### Закк Уайлд
- Book of Shadows (1996)

### Майк Трамп
- Capricorn (1998) (бэк вокал)

### Дэвид Ли Рот
- Diamond Dave (2003)

### Black Label Society
- Hangover Music Vol. VI (2004)
- Mafia (2005)

### Megadeth
- United Abominations (2007)
- Blood in the Water: Live in San Diego (2008)
- Endgame (2009)
- Warheads on Foreheads (Компиляция) (треки 6,7) (2019)

### Тим Оуэнс
- Play My Game (2009)

### X-Drive
- Get Your Rock On (2014)

### Sweet Lynch
- Only To Rise (2015)
- Unified (2017)

### Bastian
- Grimorio (2018)